# François de Laval
Pour les articles homonymes, voir François de Laval et Laval.
François de Laval (baptisé François-Xavier) ou François de Montmorency-Laval, connu dans l'histoire de la Nouvelle-France comme Mgr de Laval, né le 30 avril 1623 à Montigny-sur-Avre (France) et mort le 6 mai 1708 à Québec, est le premier évêque et le fondateur du Séminaire de Québec.
À titre de membre du Conseil souverain créé par Louis XIV en avril 1663, François de Laval est par deux fois gouverneur de la Nouvelle-France à titre provisoire (en 1663 et 1682).
Il est proclamé saint le 3 avril 2014 par le pape François. On le fête le 6 mai, anniversaire de sa mort.

## Vie et œuvre

### Biographie

#### Les Montmorency, «premiers barons du royaume»
Né le 30 avril 1623 à Montigny-sur-Avre, François de Montmorency-Laval est le fils de Hugues de Montmorency-Laval, seigneur de Montigny, et de Michelle de Péricard. Il est un membre de la haute noblesse française. Apparentés au roi et ayant leurs entrées à la cour, les Montmorency sont dits « premiers barons du royaume ». Son père est un descendant du baron de Montmorency. François a six frères et sœurs.
Appartenant à la branche cadette de la deuxième maison de Montmorency-Laval, les Laval-Montigny, le prélat lui-même n'utilise pas le nom de Montmorency, signant simplement, dans les registres ou ailleurs, « François de Laval ».
- Mathieu II de Montmorency, seigneur de Montmorency X Emma de Laval (1200-1264)
  - Guy VII de Laval X Philippa de Vitré
    - Guy VIII de Laval X Jeanne de Brienne, fille de Louis d'Acre et petite-fille de Jean de Brienne
      - André de Laval (XIVe siècle) X Eustachie de Bauçay
        - Guy Ier de Laval-Loué X Jeanne de Pommerieux
          - Thibault Ier de Laval-Loué X Jeanne de Maillé
            - Guy II de Laval-Loué X Charlotte de Sainte Maure de Baneon Nesle
              - René de Laval-La Faigne X Antoinette de Havard
                - René II de Laval-La Faigne X Marie de Boussu
                  - Hugues de Laval-Tartigny X Marie de Mézières
                    - Jean de Laval-Tartigny X Claude de Prunele
                      - Hugues de Laval-Montigny X Michelle de Péricard
                        - François de Montmorency-Laval

#### Enfance et formation
François de Laval est baptisé le 30 avril 1623, dans l'église Saint-Martin de Montigny-sur-Avre, du nom de « l'apôtre des Indes », François Xavier, canonisé l'année précédente, en 1622, par le pape Grégoire XV. L'historien canadien Auguste-Honoré Gosselin note que le choix de ce prénom « était de bon augure pour celui qui devait être l'apôtre du Canada et faire revivre sur ce vaste théâtre de l'Amérique du Nord les vertus des premiers pasteurs de l'Église ». François de Laval gardera toute sa vie une grande dévotion pour son glorieux patron et voudra même que ce dernier soit honoré au Canada comme le second saint patron du pays. Il a aussi une grande dévotion pour François d'Assise.
Adolescent, François de Laval fréquente le collège des Jésuites de La Flèche, nouvellement créé sous l'impulsion de Henri IV. Il y restera dix ans (1631–1641). À partir de 1641, il étudie la théologie au collège de Clermont (à Paris), autre institution des Jésuites. Il est ordonné prêtre le 1er mai 1647 en la cathédrale d’Évreux par son oncle, François Péricard, évêque d’Évreux. Chanoine de la cathédrale d’Évreux, il est archidiacre d’Évreux de 1646 à 1653.

#### Le vicariat apostolique

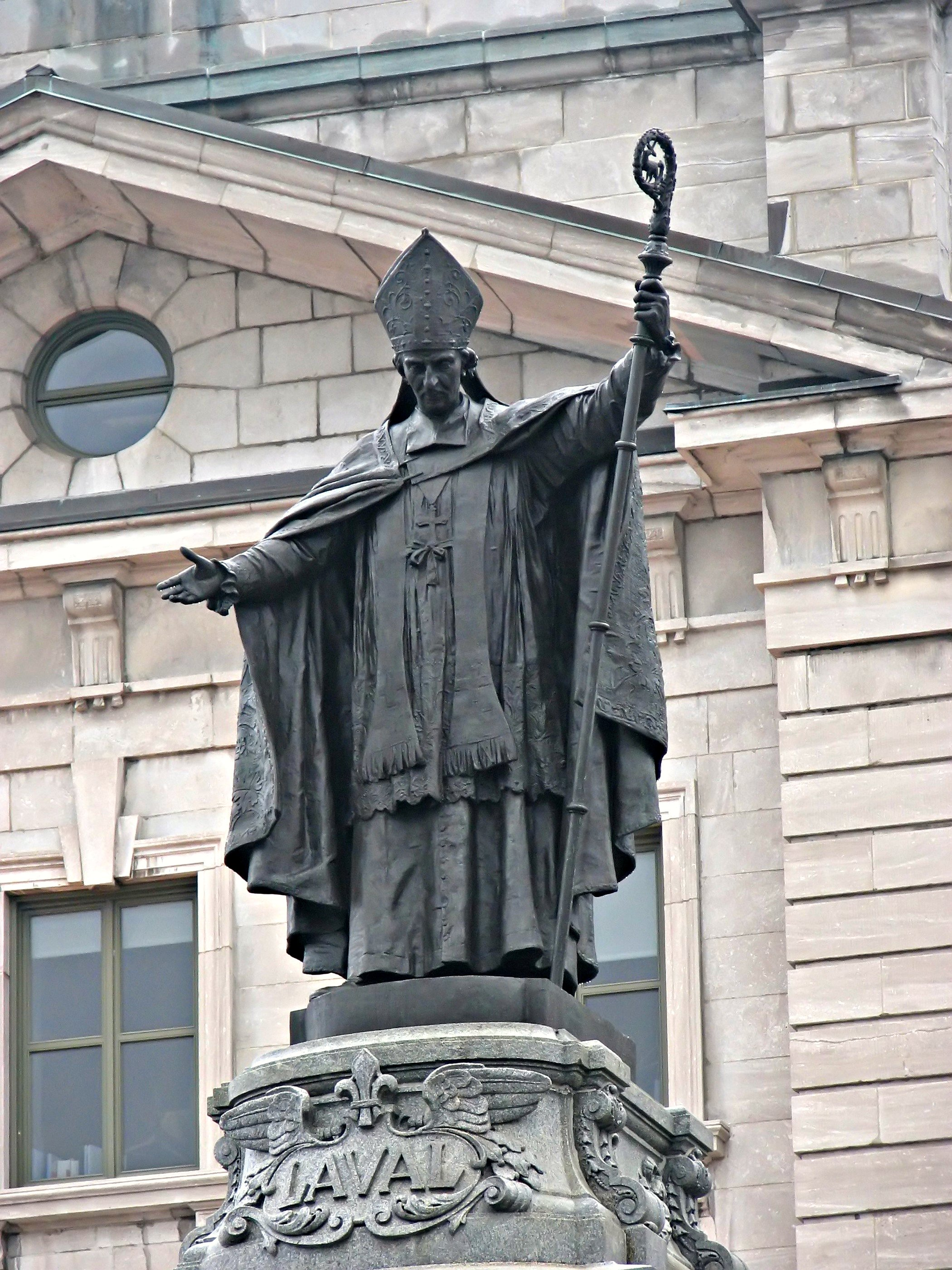
Statue de François de Laval à Québec.

L'attrait de François de Laval pour les missions est éveillé au cours de ses études au collège de La Flèche, où il rencontre un jésuite missionnaire de la première heure en Nouvelle-France, le père Énemond Massé, et où il a comme surveillant le père Gabriel Lalemant, futur martyr, que son zèle pousse vers la Nouvelle-France. Un événement déclencheur survient en 1653 : la visite du père Alexandre de Rhodes au groupe de jeunes prêtres dont fait partie François de Laval depuis son ordination en 1647. Elle le marquera pour toujours et imprégnera profondément sa vie de prêtre et d’évêque. La rencontre avec le père de Rhodes a lieu en février 1653. Arrivé à Paris le 27 janvier 1653, le père Alexandre de Rhodes est reçu à la cour et dans les milieux proches de la compagnie du Saint-Sacrement. C’est ainsi qu’il est invité par le groupe des « Bons Amis » du père Bagot, dont fait partie François de Laval, qui boivent ses paroles. À la suite d’un entretien donné au groupe, François de Laval et quelques amis s’offrent pour les missions d’Asie. Dès le 7 mars 1653, sur proposition des pères Bagot et de Rhodes, François de Laval, archidiacre d’Évreux, François Pallu, chanoine de Saint Martin de Tours et Pierre Picques, bachelier en théologie de la faculté de Paris, sont choisis dans le groupe des jeunes prêtres pour aller dans les pays lointains, au Siam et au Tonkin comme vicaires apostoliques.
Pour Rome, le moment est venu de reprendre en main les missions confiées jusque-là au patronage (« Padroado ») des rois d’Espagne et du Portugal. C’est pourquoi la congrégation De Propaganda Fide, fondée en 1622, décide d’envoyer directement des évêques en pays de mission. Pour ménager les susceptibilités royales, on ne créera pas de nouveaux diocèses pour ces évêques : on les nommera évêques « in partibus infidelium » (« dans les régions infidèles »), c’est-à-dire évêques d’un diocèse aujourd'hui occupé par des infidèles. Ces vicaires apostoliques seront chargés par le pape d’aller organiser le clergé local en Asie et en Amérique septentrionale. Sur les conseils du père de Rhodes, Rome, après quelques hésitations, avait opté pour des candidats français. Le projet de nomination de François de Laval en Asie, au Tonkin plus précisément, va tarder pour diverses raisons, dont l’opposition des Portugais et la mort du pape Innocent X en 1655, ce qui permet à Louis XIV, le 26 janvier 1657, de proposer, à la demande des jésuites, que François de Laval soit nommé en Nouvelle‑France plutôt qu’au Tonkin.
François de Laval est nommé évêque de Pétrée (aujourd’hui Pétra en Jordanie) le 11 avril 1658, son ami François Pallu, évêque d'Héliopolis (de) (aujourd'hui Baalbeck) le 29 juillet et Pierre Lambert de la Motte, évêque de Bérythe (de) (aujourd’hui Beyrouth) le même jour à la place de Pierre Picques qui entre-temps avait pris la cure de St-Josse à Paris. Un quatrième vicaire apostolique s’ajoutera en 1660, Ignace Cotolendi, qui mourra en route vers la Chine en 1662. L’évêque de Pétrée est nommé vicaire apostolique en Nouvelle-France, l’évêque d’Héliopolis au Tonkin et l’évêque de Béryte en Cochinchine. Les nouveaux vicaires apostoliques ainsi que quelques autres membres des « Bons Amis » signent le 1er juillet 1658 une demande envoyée aux cardinaux de la congrégation De Propaganda Fide où ils font valoir qu’« il y a en France plusieurs ecclésiastiques désireux de se consacrer à la conversion des infidèles et que, d’autre part, il est nécessaire pour la conservation et l’accroissement des missions de commencer au plus tôt dans le Canada, la Chine, le Tonkin et la Cochinchine, suivant l’ordre de Sa Sainteté et conformément aux décrets de vos Éminences ».
Le 8 décembre 1658, il est nommé vicaire apostolique de la Nouvelle-France et sacré évêque in partibus de Pétra dans la chapelle de la Vierge (aujourd'hui disparue) de l'église de l'abbaye de Saint-Germain-des-Prés à Paris ; il arrive à Québec le 16 juin 1659, après avoir fait escale à Percé le 16 mai ; le vicaire apostolique profitera de ce passage pour célébrer sa première messe en Nouvelle-France et confirmer 140 personnes, dont 55 Micmacs.

#### Œuvre pastorale

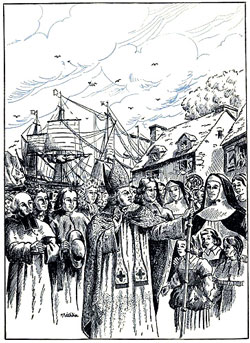
Débarqué d'un navire, Laval est accueilli par les habitants d'un village.

Dans la ligne du concile de Trente, qui s'est clôturé un siècle plus tôt en décembre 1563, il fonde la communauté des prêtres du Séminaire de Québec le 26 mars 1663 à laquelle il confie le Grand séminaire de Québec et en 1668, le Petit séminaire de Québec. En 1665, il rattache le groupe au Séminaire des Missions étrangères de Paris et la communauté prend le nom de Séminaire des Missions étrangères établi à Québec sous le patronage de la Sainte-Famille. Elle existe encore aujourd'hui et est connue maintenant sous le nom de Séminaire de Québec. À cette époque, toutes les paroisses sont rattachées au Séminaire de Québec. François de Laval les considère comme des missions et les prêtres qui les desservent comme des missionnaires. Il ne veut pas de cure fixe et inamovible. Il désire que son clergé soit mobile et disponible en tout temps pour le ministère.
Pour doter la communauté des prêtres du Séminaire de Québec des moyens financiers nécessaires à sa mission, il acquiert de 1664 à 1668 la seigneurie de Beaupré avec ses ressources personnelles. Dans le même but, il obtient du roi Louis XIV, en 1664, l'abbaye de Méobecq), dans le Berry, en France, et devient, à ce titre, prieur d'Esves-le-Moutier. Comme abbé commendataire, il utilise les revenus de l'abbaye de l'Estrée pour son vicariat apostolique avant d'être obligé de la supprimer en 1673 par lettre patente, conformément aux décrets du concile de Trente qui exige la présence physique des abbés dans leurs abbayes.
Il ouvre en 1668, comme on l'a dit plus haut, une résidence pour les futurs prêtres, le Petit séminaire de Québec, qui deviendra en 1765, après la conquête anglaise, un collège d'enseignement secondaire et collégial ouvert qui se fera le promoteur du cours classique.
En 1674, le diocèse de Québec est créé par Clément X et il en devient le premier évêque. Son diocèse inclut tous les territoires français et les régions non explorées par les Européens en Amérique du Nord, à l'exception des colonies britanniques de Nouvelle-Angleterre et des colonies espagnoles de Floride, du Mexique et de Californie. Il couvre donc plus de la moitié du continent, de la baie d'Hudson jusqu'aux bayous de la Louisiane.
Pasteur infatigable, il fait quatre voyages en Nouvelle-France dans des conditions difficiles. Il parcourt aussi en canot, à pied, en raquettes, son vaste diocèse qui s'étend des rives du fleuve Saint-Laurent et de l'Acadie jusqu'au Mississippi, aujourd'hui aux États-Unis, pour visiter ses fidèles. Il porte une attention particulière aux membres des « Premières Nations », dont il défend la dignité en combattant les commerçants qui font le trafic d'alcool (eau-de-vie) pour les exploiter par la suite. Il va même jusqu'à les menacer d'excommunication.
Il est aussi gouverneur de la Nouvelle-France (à titre provisoire) à deux occasions : du 23 juillet au 15 août 1663 et du 9 mai 1682 au 9 octobre 1682.
En 1680, le 12 avril, au presbytère de St-Josse à Paris, il fait la donation de tous ses biens à la communauté des prêtres du Séminaire de Québec. En 1684, il institue la fête de la Sainte-Famille (4 novembre). En 1685, François de Laval démissionne de son poste d’évêque de Québec. Il rentre en France mais très vite demande au Roi l'autorisation de revenir dans son diocèse souhaitant y mourir au milieu de ses ouailles.
Après plusieurs refus, le roi Louis XIV accorde au vieux prélat la permission de terminer ses jours en Nouvelle-France. Il se retire alors au Séminaire de Québec et se met au service du nouvel évêque, Jean-Baptiste de La Croix de Chevrières de Saint-Vallier, qui lui succède en 1688. Mais, de 1700 à sa mort, il remplace à Québec son successeur retenu en France.

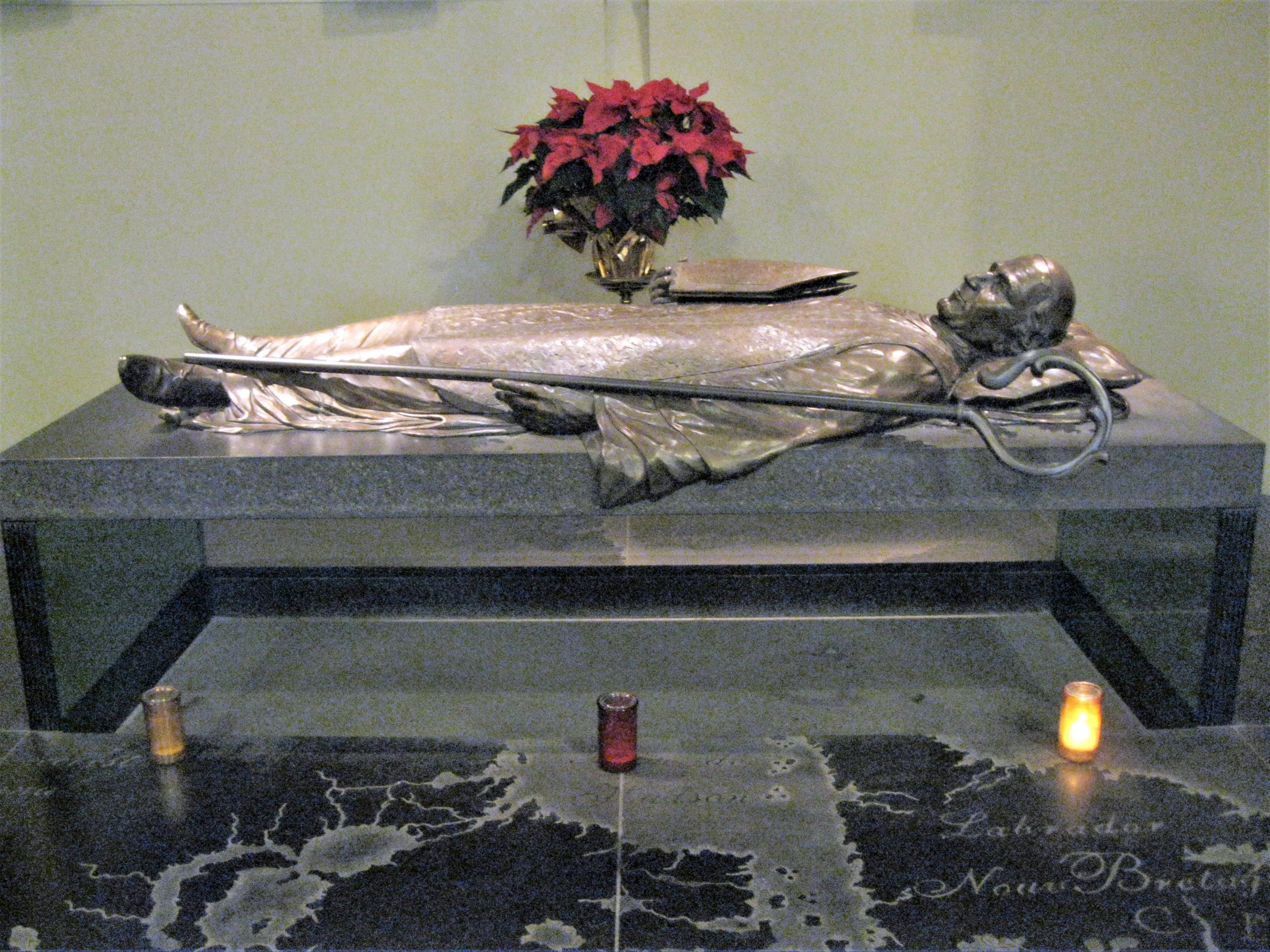
Gisant de François de Laval dans la basilique-cathédrale Notre-Dame de Québec.

Il meurt à Québec vingt ans plus tard, le 6 mai 1708. Sa dépouille est inhumée dans la cathédrale. Il est déclaré bienheureux par le pape Jean-Paul II le 22 juin 1980 et canonisé par le pape François le 3 avril 2014, par une canonisation équipollente.

### Translations des restes
En 1878, son corps est exhumé et transporté de la cathédrale à la crypte de la chapelle du séminaire de Québec.
En 1950, nouvelle translation : de la crypte à la chapelle extérieure du Séminaire, où le corps est placé sous un gisant de marbre blanc.
En 1993, la désacralisation de la chapelle amène le transfert du corps à la basilique-cathédrale Notre-Dame de Québec. Le corps est placé dans une chapelle funéraire sous un gisant de bronze qui surplombe une reproduction en granit d'une carte ancienne de la Nouvelle-France.

### Physionomie spirituelle
Il est difficile de tracer les contours de l'expérience spirituelle personnelle de saint François de Laval parce que les documents sont limités. Il n'a pas écrit son autobiographie, contrairement à Marie de l'Incarnation, par exemple. Quelques lettres cependant sont plus révélatrices, par exemple les cinq qui nous restent de sa correspondance avec un ami, Henry-Marie Boudon (né à La Fère dans l'Aisne), archidiacre d'Évreux.
On peut mettre au cœur de la spiritualité de François de Laval un détachement prononcé qui allait bien avec son tempérament et qu'il avait pratiqué auprès de Jean de Bernières dans ses années à Caen. Ce détachement est « un grand système de désappropriation » comme écrit son premier biographe, Louis Bertrand de La Tour, qui se ramène à la maxime spirituelle suivante : « Nous n'avons pas de meilleur ami que Jésus-Christ. Suivons tous ses conseils, surtout ceux de l'humiliation et de la désappropriation du cœur ».
Pour saint François de Laval, on le voit, la désappropriation est un idéal évangélique. Il conserve à cette désappropriation son sens moral de renoncement. La désappropriation inclut les valeurs de détachement, de pauvreté, d'humilité puisqu'elle reste toujours une certaine privation, mais l'essentiel de la désappropriation pour François réside d'abord dans le partage et la mise en commun des biens. Ainsi, la désappropriation devient partage matériel puis dans un même mouvement partage fraternel. Il voulait, écrit Louis Bertrand de La Tour « que tout le clergé ne fît qu'une grande famille » et c'est dans ce but qu'il demandait qu'on ne se départisse jamais « de la désappropriation qui laisse tout en commun entre les mains du supérieur ».
Cet idéal évangélique implique un jugement de valeur sur la relativité du créé. Dans cette perspective, pour François de Laval, Dieu est le Tout et le créé le Rien un peu à la manière de Jean de la Croix. Ainsi, au sortir d'une maladie qui avait failli l'emporter en 1689, il écrivait : « C'est en cet état qu'on reconnaît la vérité qu'il n'y a que Dieu seul et que tout le reste n'est rien qu'un pur néant ».
La désappropriation se refermerait sur elle-même dans un ascétisme étroit si elle n'arrivait aussi à favoriser le partage fraternel, comme on l'a vu, et, en fin de compte, si elle n'ouvrait de plus en plus à l'action de Dieu. À mesure que François de Laval avance en âge, les fruits d'une ouverture amoureuse à la volonté de Dieu à travers les événements se manifestent dans une constance, une patience et un abandon qui grandissent.
L'expérience d'abandon à la Providence de François de Laval comporte d'abord un effort pour lire dans les événements les signes de la présence de Dieu. « Il y a longtemps que Dieu me fait la grâce de regarder tout ce qui m'arrive en cette comme un effet de sa Providence » écrit-il en 1687. À son ami Henry-Marie Boudon, en 1677, il disait déjà : « Tout ce que la main de Dieu fait nous sert admirablement, quoique nous n'en voyions pas sitôt les effets ». Dans les principaux événements de sa vie François de Laval recherche promptement leur signification spirituelle soit pour son œuvre pastorale, soit dans son itinéraire spirituel personnel.
Cette « expérience de Providence » si l'on peut dire, ne serait pas complète si elle ne suscitait une réponse. Cette réponse est l'abandon : « Il est bien juste... que nous ne vivions que de la vie du pur abandon en tout ce qui regarde au-dedans comme au-dehors » dit-il après le refus du Roi de le laisser partir pour le Canada en 1687. Puis deux ans plus tard, il dit à l'automne 1689 à un correspondant (M. Milon) : « La Providence de Dieu, qui vous inspire de prendre avec tant de bonté part à notre peine et à nos intérêts, nous oblige plus particulièrement de nous abandonner entièrement à son adorable conduite et d'y mettre toute notre confiance » et il continue « la main de Notre-Seigneur est infiniment plus puissante pour édifier. Nous n'avons qu'à Lui être fidèles et Le laisser faire ». Cette dernière phrase est au centre de sa spiritualité.
Son exemple, celui d'un pasteur totalement consacré à sa tâche, s'ajoute à celui de nombreux chrétiens qui, dans leur vie de tous les jours, apprennent au fil des ans à accueillir en esprit et en vérité l'amour du Père.
En effet, saint François de Laval s'est tenu à l'écart des sentiers extraordinaires qui conduisent à Dieu, il présente plutôt l'image d'une bonne santé humaine et spirituelle enracinée dans des valeurs solides auxquelles toutes les énergies sont consacrées dans la vie de tous les jours. Il est, tout noble qu'il fût, de cette race de paysans rudes, au cœur généreux, travailleurs et remplis de foi que furent les pionniers et les pionnières de la Nouvelle-France.

## Compléments

### Reconnaissance
- Son nom a été donné à la ville de Laval, au Québec, qui occupe la totalité de l'île Jésus dont François de Laval fut seigneur quelques années à compter de 1675[10]; aussi à l'université Laval et à l'hôpital Laval à Québec, renommé en 2008 l'Institut universitaire de cardiologie et de pneumologie de Québec (IUCPQ). Son nom fut également attribué au collège Montmorency, un cégep québécois situé à Laval, et à la station de métro adjacente.
- Au-delà de cent-cinquante sites et rues au Québec portent le toponyme de Laval[11]. Ainsi le boulevard Monseigneur-De-Laval, artère commerciale qui traverse la ville de Baie-St-Paul, a été nommé en son honneur.
- Une plaque commémorative a été apposée en 1994 pour François de Laval prieur, sur l'église Saint-Maurice d'Esves-le-Moutier à l'initiative de Jean-Marie Germe des Amitiés Généalogiques Canadiennes-Françaises (Poitiers).
- François-de-Laval a été désigné par la ministre de la Culture et des Communications, Marie Montpetit, comme personnage historique en vertu de la Loi sur le patrimoine culturel du Québec, le 1er février 2018[12].